# 46 TCN
Năm 46 TCN là một năm trong lịch Julius. 